# 中岭遗址
中岭遗址，位于中国青海省海东市乐都区共和乡祁家堡村，为青海省市县级文物保护单位，公布日期为1987年6月23日，类型为古遗址。
中岭遗址的历史年代为唐汪式。